# Alex Knibbs
Alex Knibbs  (* 26. April 1999) ist ein britischer Sprinter und Hürdenläufer, der sich auf die 400-Meter-Distanz spezialisiert hat.

## Sportliche Laufbahn
Erste internationale Erfahrungen sammelte Alex Knibbs bei den 2016 erstmals ausgetragenen Jugendeuropameisterschaften in Tiflis, bei denen er in 53,02 s den siebten Platz im 400-Meter-Hürdenlauf belegte. Im Jahr darauf wurde er bei den U20-Europameisterschaften in Grosseto in der ersten Runde disqualifiziert und 2018 schied er bei den U20-Weltmeisterschaften in Tampere mit 50,99 s im Halbfinale aus und gewann mit der britischen 4-mal-400-Meter-Staffel in 3:05,64 min die Bronzemedaille. 2019 wurde er bei den U23-Europameisterschaften in Gävle in 50,82 s Achter und 2021 gelangte er bei den U23-Europameisterschaften in Tallinn mit 49,37 s auf Rang vier.
2020 wurde Knibbs britischer Meister im 400-Meter-Lauf.

## Persönliche Bestzeiten
- 400 Meter: 46,65 s, 5. September 2020 in Manchester
  - 400 Meter (Halle): 47,83 s, 13. Januar 2018 in Sheffield
- 400 m Hürden: 49,37 s, 10. Juli 2021 in Tallinn